# Cajueiro da Praia
Cajueiro da Praia là một đô thị thuộc bang Piauí, Brasil. Đô thị này có diện tích 271,348 km², dân số năm 2007 là 6981 người, mật độ 25,73 người/km².